# 8936 Gianni
8936 Gianni è un asteroide della fascia principale. Scoperto nel 1997, presenta un'orbita caratterizzata da un semiasse maggiore pari a 2,2084066 UA e da un'eccentricità di 0,1211468, inclinata di 3,51437° rispetto all'eclittica.
L'asteroide è dedicato all'astrofilo italiano Gianni Ierman, primo membro del Circolo Culturale Astronomico di Farra d'Isonzo che gestisce l'osservatorio autore della scoperta.